# Eudorylas megacanthus
Eudorylas megacanthus är en tvåvingeart som först beskrevs av Hardy 1961.  Eudorylas megacanthus ingår i släktet Eudorylas och familjen ögonflugor.
Artens utbredningsområde är Tanzania. Inga underarter finns listade i Catalogue of Life.